# فاليريو نافا
فاليريو نافا (بالإيطالية: Valerio Nava)‏ (17 يناير 1994 في إيطاليا - ) هو لاعب كرة قدم إيطالي في مركز الدفاع. شارك مع منتخب إيطاليا تحت 20 سنة لكرة القدم. أما مع النوادي، فقد لعب مع أتالانتا ونادي أسكولي ونادي سبال ونادي سيتاديلا ونادي كاربي ونادي نوفارا.

## روابط خارجية
- فاليريو نافا على موقع قاعدة بيانات كرة القدم.إي يو (الإنجليزية)
- فاليريو نافا على موقع Soccerway.com (الإنجليزية)